# Верини, Маурицио
Маурицио Верини (итал. Maurizio Verini; род. 9 июля 1943, Риоло-Терме, Италия) — итальянский автогонщик, выступавший в ралли. Чемпион Европы 1975 года. Чемпион Италии 1974 года.
Маурицио начал выступления в международных ралли в 1969 году. В первом чемпионате мира по ралли 1973 года, в своем дебютном Ралли Сан-Ремо он занял второе место. В 1975 году победил в Ралли Польши (не входившее в том году в календарь WRC) и снова был вторым на Ралли Сан-Ремо. В 1977 и 1978 годах занимал вторые места на Ралли Сан-Ремо. Позже участвовал в Ралли Сан-Ремо и Ралли Монте-Карло в рамках чемпионата мира по ралли вплоть до 2013 года.
Выходил на старт раллийных гонок в Италии в 2016-2017 годах в качестве пилота нулевого экипажа.

## Достижения в ралли

### Победы в чемпионате Европы по ралли
| # | Этап                 | Сезон | Штурман            | Автомобиль      |
| - | -------------------- | ----- | ------------------ | --------------- |
| 1 | Ралли Эльбы          | 1974  | Джино Макалусо     | Fiat Abarth 124 |
| 2 | Ралли Коста-Брава    | 1975  | Франческо Роззетти | Fiat Abarth 124 |
| 3 | Ралли Штуттгарт-Лион | 1975  | Франческо Роззетти | Fiat Abarth 124 |
| 4 | Ралли Файрстоун      | 1975  | Франческо Роззетти | Fiat Abarth 124 |
| 5 | Ралли Югославии      | 1975  | Франческо Роззетти | Fiat Abarth 124 |
| 6 | Ралли Польши         | 1975  | Франческо Роззетти | Fiat Abarth 124 |

### Подиумы в чемпионате мира по ралли
| Год  | Ралли          | Штурман             | Автомобиль      | Место |
| ---- | -------------- | ------------------- | --------------- | ----- |
| 1973 | Ралли Сан-Ремо | Анжело Торриани     | Fiat 124 Abarth | 2     |
| 1975 | Ралли Сан-Ремо | Франческо Роззетти  | Fiat 124 Abarth | 2     |
| 1977 | Ралли Сан-Ремо | Бруно Скабини       | Fiat 131 Abarth | 2     |
| 1978 | Ралли Сан-Ремо | Арнальдо Берначчини | Fiat 131 Abarth | 2     |